# Jan I van der Beurze
Jan van der Beurze (Brugge, ca. 1240 - 28 maart 1271) was een telg uit de Brugse makelaarsfamilie Van der Beurze.

## Levensloop
Jan van der Beurze was de zoon van Gerard van der Beurze en zijn eerste vrouw Geertrui Uuttensacke, die de halfzus was van Pieter Uuttensacke, commandeur van de Orde van de Tempeliers in Vlaanderen.
De vrijgezel Van der Beurze leefde losbandig en verkwistend. Omwille van zijn gewelddaden is méér over hem te vinden in de oude documenten dan over rustige leden van de familie zoals zijn vader, zijn broers of zijn oom, die deken van het Sint-Donaaskapittel was.
Hij werd bij herhaling vervolgd en beboet wegens het toebrengen van slagen en verwondingen aan onder meer Kersteloot van der Scouppen die kapelaan was van de Sint-Donaaskerk, aan de poorter Etienne Stockelin en aan de huisknecht Boulekin.
Hij werd ook veroordeeld omdat hij de ruggengraat had gebroken van een vrouw die er zich tegen verzette dat hij haar dochter verkrachtte.
Eens kwam hij in vrolijk gezelschap terug van Aardenburg en in Moerkerke reed hij dwars door de korenvelden, zonder zich om de aangerichte schade te bekommeren. De boer wilde het hem beletten maar hij verwondde hem met zijn zwaard.
Hij werd toen onder handen genomen door zijn familie die hem aanmaande zich te beteren. Opdat hij een ernstig leven zou kunnen aanvatten kreeg hij een som geld en een winkel in de stadshalle. Dit leek te zullen lukken. Hij nam zijn intrek bij zijn zus en werd in september 1270 zelfs schepen van de stad.

## Doodslag
In maart 1271 (n.s.) gebeurde het ultieme drama. Op 19 maart, tegen de middag, was Ghildolf, een neef van Jan I in Sint-Kruis in een gevecht verwikkeld met een Willem van Cadzand en verloor er het leven bij. Jan werd hierover ingelicht en reed spoorslags naar Sint-Kruis waar hij het gevecht verder zette. Hij werd zwaargewond en, op bevel van de heer van de heerlijkheid Sijsele, in afwachting van een proces, opgesloten in het huis van Colard van Leffinge. Na een paar dagen werd hij op borg vrijgelaten en overgebracht naar het huis van zijn oom Jan Uuttensacke in Brugge. Hij overleed er vijf dagen later.
Het had niet aan inspanningen ontbroken om hem te redden. De artsen Pierre dou Leene, die zijn zoon, de meesters Simon en Walter de Casebanke stonden hem bij. Zijn nicht Heilsote Appelcopers waakte bestendig bij hem.
Hij werd plechtig begraven. Goudlaken, uit Italië ingevoerd, werd boven het stoffelijk overschot gelegd. Er werden een massa wassen kaarsen aangestoken.

## Het proces
Jan van der Beurze is vooral bekend gebleven door wat zich na zijn dood afspeelde. Er werd namelijk stevig juridisch gevochten om zijn erfenis. Hijzelf had die in een testament bestemd voor goede werken.
Maar ook de familie eiste de erfenis op en zo deed ook de koning van Frankrijk, die zich beriep op de vergunning die hij had gekregen van de paus om alle vrome legaten op te eisen ter financiering van de kruistocht.
In dit ingewikkelde proces werd achtereenvolgens tussengekomen door de schepenen van Brugge, de graaf van Vlaanderen, de koning van Frankrijk, de bisschoppen van Kamerijk en Doornik en uiteindelijk door de Heilige Stoel. Na twintig jaar procederen haalde de koning gelijk en werd hem het bedrag van de erfenis overgemaakt.
Het was dus een jarenlang proces met vele verwikkelingen, waarvan de documenten bewaard zijn gebleven. Ze zijn zeer belangrijk gebleken voor de kennis van het middeleeuwse recht en de rechtsgeschiedenis.